# Rzym (film)
Rzym (wł. Roma) – włosko-francuski film z 1972 roku w reżyserii Federico Felliniego.

## Obsada
- Peter Gonzales jako Fellini (w wieku 18 lat)
- Fiona Florence jako Dolores, młoda prostytutka
- Pia De Doses jako księżna Domitilla
- Marne Maitland jako przewodnik w katakumbach
- Renato Giovannoli jako kardynał Ottaviani
- Elisa Mainardi jako żona farmaceuty
- Galliano Sbarra jako konferansjer w filharmonii
- Stefano Mayore jako Fellini (jako dziecko)
- Dante Cleri jako widz w kinie
- Britta Barnes
- Paule Raout
- Paola Natale
- Marcelle Ginette Bron
- Mario Del Vago
- Alfredo Adami
- Anna Magnani – gra samą siebie (ostatnia rola filmowa)